# Referendum in Svezia del 1955
Il referendum in Svezia del 1955 si è svolto il 16 ottobre 1955 per chiedere agli elettori un parere non vincolante sull'introduzione della circolazione stradale a destra. 
L'affluenza alle urne fu del 53,2% e la proposta venne respinta dall'84,25% dei voti contrari. Tuttavia, otto anni dopo, nel 1963, il Riksdag approvò ugualmente il cambiamento della mano da tenere, in seguito alle pressioni del Consiglio d'Europa e del Consiglio nordico. Il 3 settembre 1967 il traffico in Svezia è passato dalla guida sul lato sinistro della strada a quella sulla destra, nel giorno noto come Dagen H.

## Contesto

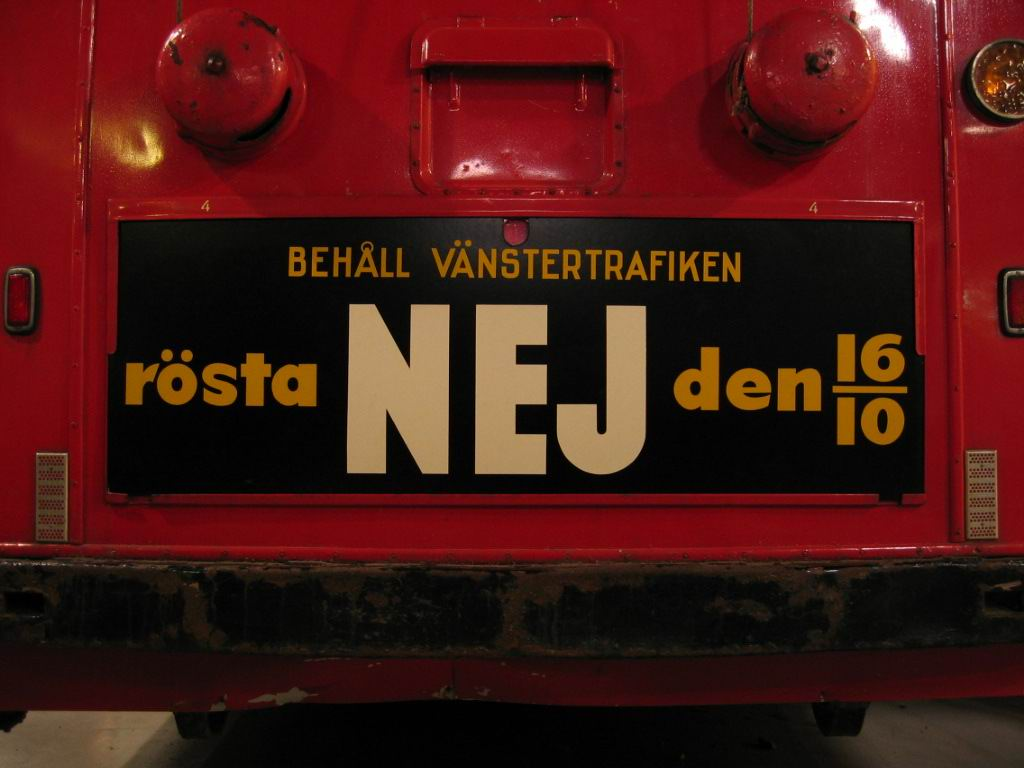
Targa per la campagna referendaria a favore del "NO" (traduzione: "Mantieni la circolazione a sinistra. Vota NO il 16/10").

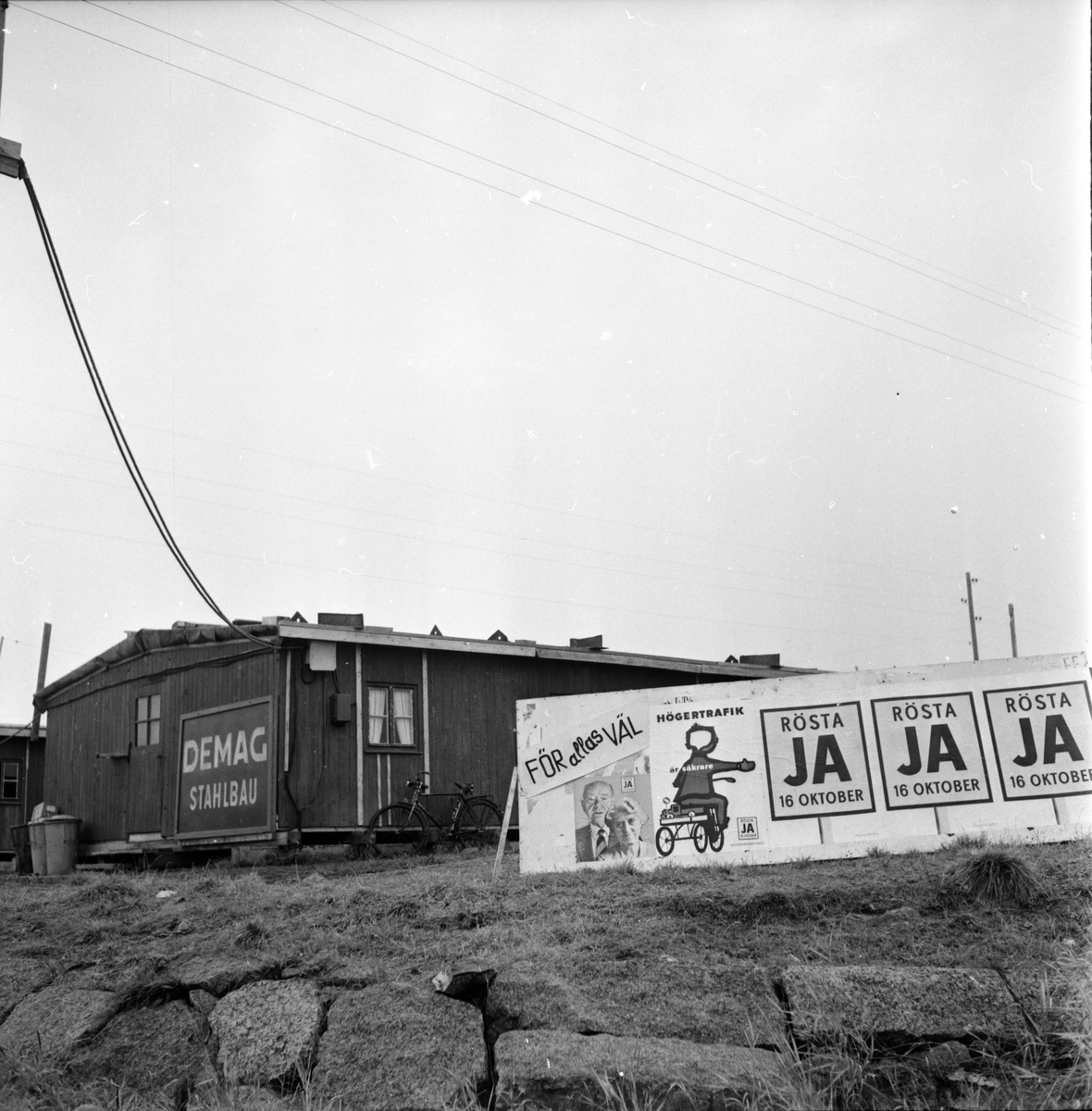
Campagna elettorale per il "SI"

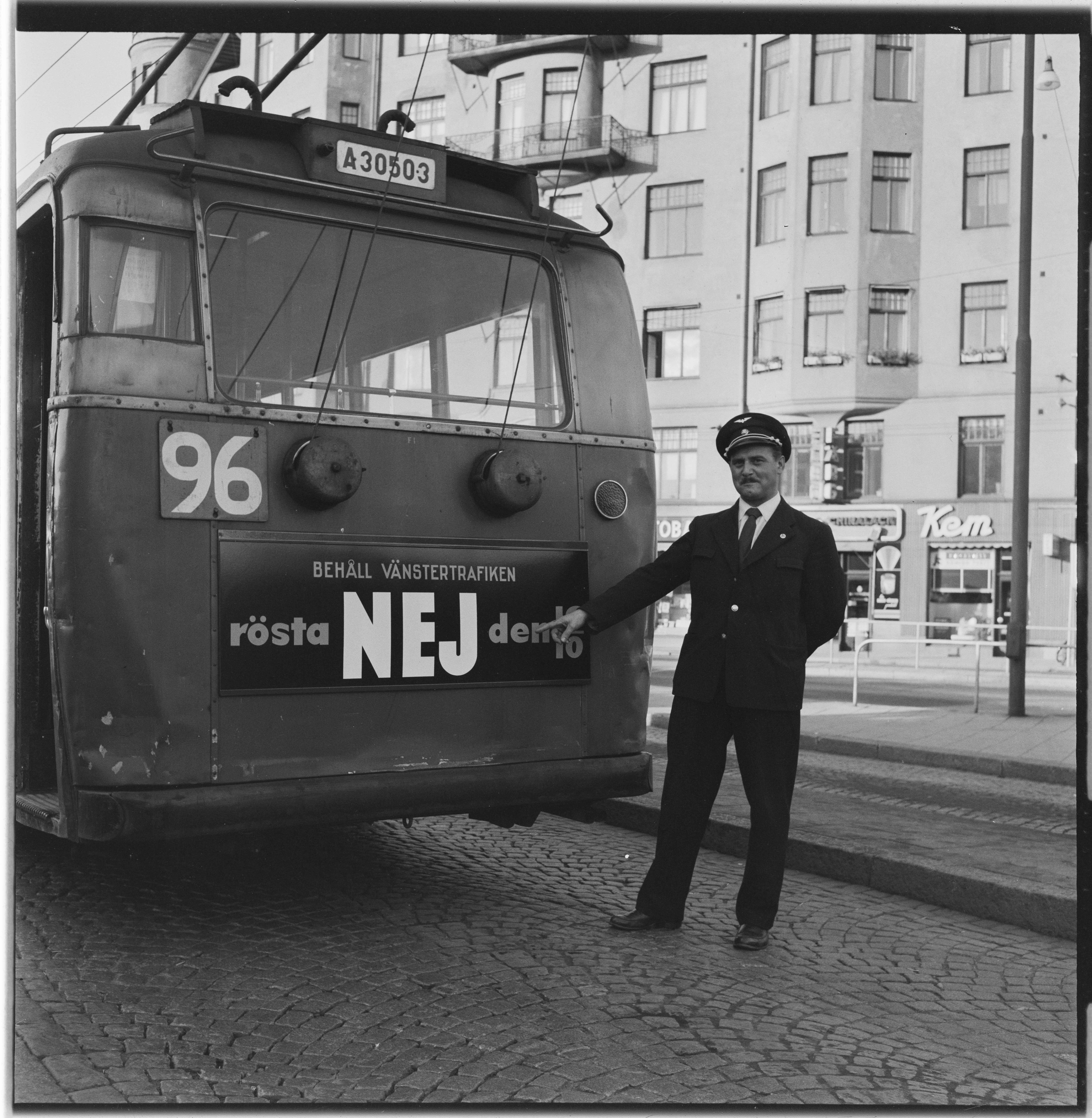
Un filotranviere contrario alla circolazione a destra

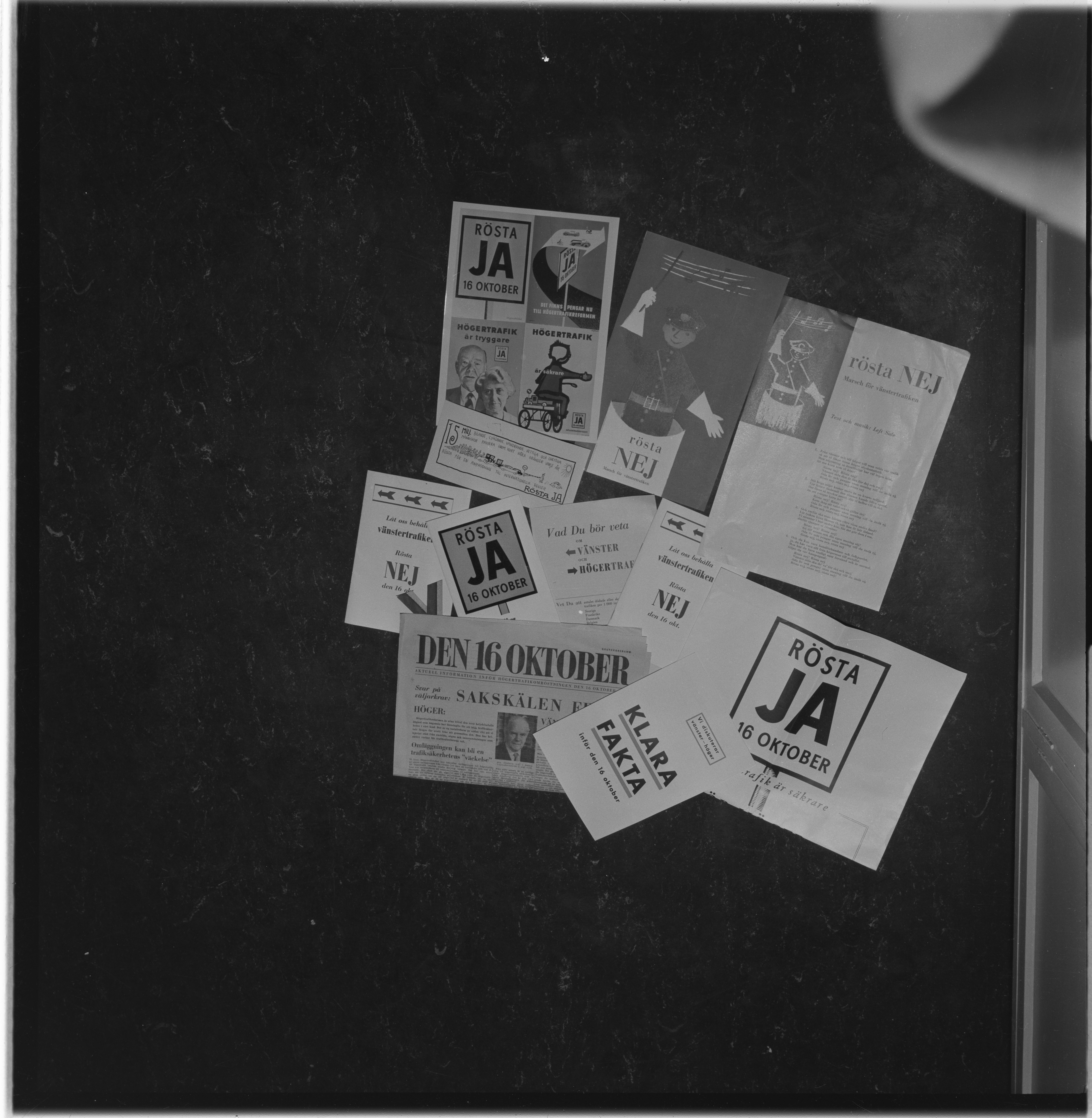
Pubblicità elettorale

Proposte per introdurre la circolazione a destra in Svezia vennero presentate in Parlamento già negli anni 1920.
Nel 1935, una commissione per il traffico stradale propose l'introduzione della circolazione a destra. Un'inchiesta pubblica completata durante la seconda guerra mondiale propose anch'essa la modifica; tuttavia, nel 1945 il comitato legislativo ritenne che vi fossero riforme più importanti da affrontare dopo la guerra e che un cambiamento del sistema di circolazione non avesse il sostegno popolare. I partiti erano divisi e il comitato suggerì che qualsiasi decisione dovesse essere presa tramite un referendum. La decisione di introdurre il traffico a destra passò dunque nella prima camera del Parlamento, ma non nella seconda.
Quando il Comitato della Legge tornò sulla questione nel 1953, il traffico internazionale era aumentato rapidamente, cosicché il Comitato propose che una commissione indagasse sulla questione. L'inchiesta concluse che:
- non si poteva dire che il traffico stradale in Svezia fosse più pericoloso che nei paesi con circolazione a destra;
- non poteva essere affermato che fosse più sicuro guidare con il volante a destra o a sinistra;
- la scarsa dimestichezza dei conducenti stranieri con la circolazione a sinistra era causa di pochi incidenti stradali sulle migliaia di incidenti;
- non era possibile determinare se la circolazione a destra fosse intrinsecamente più sicura di quella a sinistra;
- la circolazione a destra nei paesi vicini significava ancora che la Svezia doveva introdurre la circolazione a destra

Anche gli organi di consultazione erano divisi sulla questione, mentre la questione ebbe un grande impatto sulla gente comune, tanto che il ministro dei trasporti e delle comunicazioni Sven Andersson propose un referendum.
In preparazione del referendum, il governo nominò un comitato referendario che inviò un volantino a tutte le famiglie, assicurandosi che si organizzassero due linee di pensiero.
Nell'aprile del 1955 fu organizzato il "Comitato per il popolo del traffico a destra" (Kommittén för högertrafikfolket), la cui direzione era composta da parlamentari di tutti i partiti democratici, ma principalmente del Partito di Destra e del Partito Popolare, così come da rappresentanti di gruppi di interesse come il KAK, l'Associazione degli automobilisti imprudenti, l'Associazione Nazionale degli Automobilisti e altri. A maggio si formò invece il "Comitato per i Trasporti a sinistra" (Vänstertrafikkommittén), composto da deputati di tutti i partiti, ma soprattutto dai socialdemocratici e dall'Unione dei Contadini. Questo non aveva legami con nessun gruppo d'interesse, ma si può dire che aveva il sostegno morale dell'Associazione dei proprietari di camion, dell'Associazione dei lavoratori dei trasporti e dell'Associazione dei proprietari di autocarri. A differenza dei trasportatori di destra, la sinistra riuscì a costruire una vasta organizzazione provinciale e locale.

## Risultati
L'affluenza fu bassa, il 53,2%, considerando che l'affluenza alle elezioni della Seconda Camera del 1956 fu del 79,8%.
| Preferenza                                              | Voti      | %      |
| ------------------------------------------------------- | --------- | ------ |
| Sì                                                      | 400 061   | 15,75  |
| No                                                      | 2 139 996 | 84,25  |
| Schede bianche                                          | 41 630    |        |
| Schede nulle                                            | 6 043     |        |
| Totale votanti                                          | 2 587 730 | 100,00 |
| Elettori iscritti/affluenza                             | 4 866 100 | 53,18  |
| Fonti: Nationalencyklopedin Autorità elettorale svedese |           |        |

## Conseguenze
Nel 1960 i parlamentari presentarono nuove mozioni per l'introduzione della circolazione a destra in Svezia. Il ministro delle comunicazioni Gösta Skoglund nominò una commissione d'inchiesta che in seguito raccomandò la circolazione a destra. All'interno del governo e del gruppo parlamentare socialdemocratico, il sostegno alla circolazione a destra era aumentato e l'8 marzo 1963 il governo socialdemocratico propose in un disegno di legge al Parlamento, contro la volontà del popolo nel referendum, di introdurre la circolazione a destra.
Tuttavia, i partiti erano ancora divisi e i membri di quasi tutti i partiti chiesero un nuovo referendum, ma il comitato di legge respinse le richieste referendarie e il primo ministro Erlander evidenziò che il referendum del 1955 era stato solo consultivo e non vincolante. L'opinione che un referendum possa essere rovesciato solo con un nuovo referendum fu espressa anche nel dibattito sul nucleare, ma non è supportata dalla Costituzione.
Dopo quattro ore di dibattito nella prima camera e nove ore di dibattito nella seconda, il dibattito sui trasporti della destra svedese si è concluso. Il voto fu di 119 voti a favore e 16 contrari nella prima camera, mentre 175 a favore e 34 contrari nella seconda camera.